# Matija Molcer
Matija Molcer mađ. Molcer Mátyás, njem. Mathias Molzer (Subotica, 9. svibnja 1935.), pijanist, skladatelj, pjesnik, prevoditelj, slikar, kritičar i publicist. Pučku školu i gimnaziju završio u Subotici, a umjetnički odsjek klavira i orgulja, na zagrebačkoj Muzičkoj akademiji, kod prof. Ive Mačka, 1960. Potom je profesor u subotičkoj Muzičkoj školi, a kasnije novinar u dnevnom listu Magyar Szó, gdje piše glazbene i kazališne kritike, likovne prikaze, radi intervjue i dr. Od 1963. godine je na specijalizaciji u Italiji (Siena), a tijekom 1967. i 1968. na postgradualnom studiju u Zürichu (Švicarska), gdje usavršava klavir i kompoziciju kod Géze Hegyija i Géze Ande. Zvanje magistra klavira stiče 1976. u Skopju, gdje mu je mentor bio Branko Cvetković. Kao koncertni izvođač nastupio je u svim većim gradovima Jugoslavije, nadalje u Švicarskoj, Njemačkoj, Italiji, Mađarskoj, Slovačkoj, Češkoj i dr. Često je izvodio tematske programe kao što su: Haydnova, Mozartova, Beethovenova Schubertova, Chopinova večer, nadalje autorske i večeri subotičkih skladatelja. Svoju glazbu i djela drugih kompozitora snima za mnoge tuzemne i inozemnim radio postaje.  

## Književni rad
Prevoditeljstvom se bavi od 1960-ih, a na njegov prevoditeljski rad presudno je utjecao hrvatski književnik Lazar Merković.Na mađarski jezik je preveo djela Zvjezdane Asić, Pavla Bačića, Marije Došen, Lazara Franciškovića, Jakova Kopilovića, Mirka Kopunovića, Slavka Matkovića, Lazara Merkovića, Milovana Mikovića, Ivana Pančića, Milivoja Prćića, Zvonka Sarića, Vojislava Sekelja, Balinta Vujkova, Petra Vukova i Tomislava Žigmanova, Ladislava Kovačića. Na njemački jezik je preveo jedno djelo Tomislava Žigmanova. Pjesme M. Molcera prevedene su na više jezika.
Prijevode je objavio u Rukoveti i drugdje.

## Glazbenički rad
U glazbenom svijetu poznat kao vrstan izvođač, skladatelj i pedagog. Nastupao je na klavirskim koncertima diljem SFRJ, a svoje je izvedbe snimio za mnoge radijske postaje. Skladatelj je simfonija, sonata, suita, solo pjesama, skladbi za zbor, a za klavir je skladao koncerte i još neka manja djela. 
Svirao je dugo godina violinu u Subotičkoj filharmoniji, pa je vodio je viole u Filharmoniji i Kazališnom orkestru, sudjelovao je također i u radu KUD Lányi Ernö.
Dok je studirao na Akademiji u Zagrebu izdržavao se radeći kao glazbenik u HNK, u Pionirskom kazalištu na Trešnjevci i na Televiziji Zagreb.
Njegovi poznati učenici su: Szilveszter Lévay, Tibor Lévay, Dolores Engelhardt, Tamás Jancsó, Blaženka Bačlija, Melinda Major, Agnes Bajić, Eve Bajić, Itzak Szekély, Nikola Vučković, Sándor Kádár, Grana Đikanović, Marko Nikodijević i dr.

## Djela
- Pjesme i drame: – Versek; Subotica 1963; – Mozaik (Bačić, Bede, Kopilović, Molcer), Subotica 1966; – Öröktől fogva, Subotica 1966; – Odysseia. Pókfonál az értelemig Subotica 1966; – Érted szólok, Subotica 1968; – Haiku I.-III., Subotica 1970. – 1980; –  Kósza álmok, Subotica 1970; – Sámán-könyv, Subotica 1970; – Pert em heru, Subotica, 1970; – Jézus az ember fia, Subotica 1970; – Időtlen időben, Subotica 1970; – Kallodó fények, Subotica 1970; – Utak magam felé, Subotica 1971; – Vissztérő álmok, Subotica 1971; – Képzelt emlékezet, Subotica 1971; – Epigrmmák, Subotica 1972; – Kettőség közöt, Subotica 1972;  – Túl a hidegen, Subotica 1973; – Kárvállot idő, Subotica 1973; – Haiku I.-IV., Subotica 1989; – Haiku, Subotca 1989; – Távolok, Subotica, 1990; – Der Menschensohn, Subotica, 1990; – Virágkor, Subotica, 1990; – Dérvidék, Subotica, 1990; – Kerengő álmok, Subotica 1991; – Szilánkok, Subotica, 1991; – Töredékek, Subotica, 1991; – Zamke, Subotica, 1991; – Éhenhalt napok, Subotica, 1991; – Éhutak, Subotica 1992; – Beg, Subotica, 1992; – Fragmenti, Subotica, 1992;  – Október, Subotica 1992; – Kérdések, Subotica, 1992; – Kövek, Subotica 1992; – Ágak, Subotica, 1992; – Angsttraum, Subotica 1992; – Elfelejtett dalok, Subotica, 1993; – Zefir, Subotica, 1993; – Homokzene, Subotica, 1993; – Asha, Subotica 1993; – Eltemetett virágok, Subotica 1993; – Zeihens, Subotica, 1993; – Hinterland, Subotica, 1993; – Mielőtt elmerülsz, Subotica 1993; – Leheletnyi szélben, Subotica, 1993; – Néma Orpheus, Subotica, 1993; – A kancsal mesterlövész, Subotica; – Fény a füben, Subotica 1994; – Bogáncsvilág, Subotica 1994; – Wortträume, Subotica 1994; – Zeitnetz, Subotica; – Äste, Subotica, 1994; – Kako da se nadam povratku čuda, Subotica, 1994; – Ausgewählte Gedichte, Subotica, 1994; – Brachefeuer, Subotica, 1994; – Kéregrágó évszak, Subotica, 1994; – Dicsekvő messzeség, Subotica, 1994; – Szürkület, Subotica, 1994; – Verhungerte Tage, Subotica, 1994;– Fragmente, Subotica, 1994; – Sinkende worte, Subotica, 1994; – 7-esek, Subotica, 1994; – És, Subotica, 1994; – Fetzens, Subotica, 1994; – Cantus firmus, Subotica, 1994; – Winterkeil, Subotica, 1994; – A damaszkuszi úton, Subotica, 1994; – Rés, Subotica, 1994; – Vilanásnyi öröklét, Subotica 1995; – Hódolat Gandhinak, Subotica 1995; – Szó a vészben, Subotica 1995; – Az idö fogságában, Subotica, 1997; – Avas érdemek, Subotica 1998; – Tört fuvolára, Subotica 1999; – Szavak, Subotica 2000; – Ausgewählte Gedichte, Subotica 2001; – Az idő fogságában Subotica 2003; – Dema miro, Subotica 2003; – Monologe, Subotica, 2003; – Prolazne zvezde. Passing stars, Subotica 2005; – Szavak (DVD), Subotica, 2006; – Morotva (DVD), Subotica, 2006; – Avas érdemek (DVD), Subotica 2006; – Die Umwetrung, Subotica,2009; – Blockierter Schmerz, Subotica, 2009; – Inzwischen, Subotica, 2010; – Feliratok, Subotica 2010; – Exil, Subotica, 2010; – Szereti ön az enét?, Subotica, 2010; – Riječi na pločniku, Subotica, 2010; – Szavak a sárban, Subotica, 2011; – Vogelscheuchen, Subotica, 2011; – Verschwinden im Sein; Haiku 2011, Subotica, 2011; – Kavicsok, Subotica 2012; – Označena tišina, Subotica, 2012; – Abfall, Subotica, 2012; – Ágvilág, Subotica, 2012; – Sétáltatom az esernyőmet, Subotica, 2009; –Felesleges emlékeim, Subotica, 2013; – Haiku 2013, Subotica, 2013; – Fragen, Subotica, 2013; – Haiq, Subotica, 2o13; – Iverje, Subotica, 2013; – Die Narben der Tage, Subotica, 2013; – Játékok (Durcel), Subotica, 2013; – Keine Antwort, Subotica, 2014; – Külön vélemény, Subotica, 2014; – Iskre, Subotica, 2014; – Ex Abrupto, Subotica, 2014; – Hulladék, Subotica, 2014; – Kéjelgő idő, Subotica, 2014; – Egyébként, Subotica, 2014; – HIQ 2014, Subotica, 2014; – Quodlibet, Subotica, 2014; – HIQ 2015, Subotica, 2015; – Szóvész, Subotica, 2015; – Ének a semmiről, Subotica,2015; – Fingerübungen, Subotica, 2015; – Zarđala polosjena, Subotica, 2015; – Zelena buba, Plavi amanet, Subotica, 2015; – Preispitavanja, Subotica, 2015; – Perpetuum mobile, Subotica, 2016; – Der Infinitiv, Subotica, 2016; – Spring, Subotica, 2016; – Musik, Subotica, 2017; – Absurdia, Subotica, 2017; –  Monodrámák, Subotica, 2016; – Nyár, Subotica, 2017; – Oldódó múlt, Subotica; – Heimlose Worte, Subotica, 2017; – Bűnös könyv, Subotica, 2017; – Apokrif, Subotica, 2017; – HIQ, Subotica, 2018; – Prelüdök, Subotica, 2018; – Lažna zvijezda, Subotica, 2018; – Gedichte, Subotica, 2016/17/18; – Ein Wurm im Manuskript, Subotica, 2018; – PRAE, Subotica, 2018; – Nebengedanken, Subotica, 2018; –  Tiltott játékok, Subotica, 2018; – Black and white, Subotica, 2018; – Sein, Subotica, 2018; – Abszurdia, Subotica, 2018; – Rejtőzködő szavak, Subotica, 2018; – Tehén a konyhában, Subotica, 2018; Absurditäten, Subotica, 2018; – Körversek, Subotica, 2019; – Versek'19 Subotica, 2019; – Sisyphos szabadlábon, Subotica, 2019; – Das Recht zu Schweigen, Subotica, 2019; – Panoptikum, Subotica, 2019; – Blickfang, Subotica, 2019; – A tékozló arca (Monodráma), Subotica, 2019; – Slobodnim krilima, Subotica, 2019; – Gedichte'19, Subotica, 2019; – Die Lösung, Subotica, 2019; – Naplopó napló, Subotica, 2020; – Die Blitzschatten, Subotica, 2020; – Iz praznog dnevnika, Subotica, 2020; – Pretučene misli, Subotica, 2020; – Imaginárius (monodrama), Subotica, 2020; – Vírusos szösszenetek, Subotica, 2020; –Kockaélet, Subotica, 2020; – Mehr nicht, Subotica, 2021; – Lelked tömlöcében, Subotica, 2021; – Maszkok, Subotica, 2021; – Gedichte, Subotica, 2021; – Átértékelés, Subotica, 2021; – Ewiger Aufbruch (Album), Subotica, 2021; – Maradék hiánya (Album), Subotica, 2021; – H I Q (Album), Subotica, 2021; – Mezítláb a tükörben, Subotica, 2021; – H I Q (Album), Subotica, 2021; – Die Wahl, Subotica, 2021; – Freie Meinungen, Subotica, 2021; – Aus zerbrecher Spiegel,  Subotica, 2021; – Ausreden, Subotica, 2021; – Reaktionen, Subotica, 2021; – Titkok titkai (knjiga) Subotica, 30. 11. 2021; – Bellendes Echo, Subotica, 2021; – Aus innere Seite, Subotica, 2021; – Zeit für Verantwortung, Subotica, 2021; – Versek'21 (Album), Subotica, 2021; –  Gedichte'22 (Album), Subotica, 2022; – Između tri reda (knjiga), Subotica, 2022; – Versek'22 (Album), Subotica, 2022; – Alattomos pillanatok, Subotica, 2021; – Válasz felnemtett kérdésekre (Album), Subotica, 2022; – Zaboravljeni zaborav, Subotica, 2022; – Egy csaló krónikás emlékére, Subotica, 2022; – Morgen, Subotica, 2022; – Merülő állványok, Subotica, 2022; – Pedig, Subotica, 2022; – Rimarím, Subotica, 2022; – Morgen, Subotica, 2022; – Emlékek visszfénye, Subotica, 2022; – Und du so, Subotica, 2022; – Gedichte, Subotica, 2022; – Die verlorene Symmetrie, Subotica, 2022; – Gedichte'22, Subotica, 2022; – Verbotene Gedanken, Subotica, 2022; – Spiele, Subotica, 2022; – Mese, Subotica, 2022; – Haikuk, Subotica, 2022; – Szófejés, Subotica, 2022; – Zene, Subotica, 2022; – Diszharmónia, Subotica, 2023; – HIQ'23, Subotica, 2023; – Gedichte für mich, Subotica, 2023; – Splitter, Subotica, 2023; – HIQ, Subotica, 2023; – Die Zeit, Subotica, 2023; – Quodlibet, Subotica, 2023; – Mikrokosmos, Subotica, 2023; – Felsebzett gondolatok, Subotica, 2023; – Abfall, Subotica, 2023; – Hulladék, Subotica, 2023; – Nix Dojč, Subotica, 2023; – Beskonačna prošlost, Subotica, 2023; – Ungeschminkte Miniatüren, Subotica, 2023; – Bomlás, Subotica, 2023.

- Prijevodi: – Jakov Kopilović, Medaliák, Subotica ; – Milovan Miković, Az árulás vizsgálata, Subotica 1991; – David Kecman Dako, Mennyei hirnök, Sombor 1997; – Sava Halugin, Fehér záporok, Subotica 2002; – Vesna Weiss, Između bez i sa – Nélküle vele, Subotica 2002; – Sava Halugin, Borogatás, Subotica 2003 – Tomislav Žigmanov, Feltárás, Subotica, 2003; – Tomislav Žigmanov, Finsternis ohne Hülle, Subotica 2008; – Mirko Kopunović, Reményszikrák, Subotica, 2008. – Mirko Kopunović, Im Labor der Träume, 2009.

- Glazbena djela: – Sonatina (klavir, 1951.); – Šest intermezza (1957); – Pet stavaka za gudače (1959.); – Mala svita za djecu (klavir, 1959.); – Dvije sonate za klavir (1959. i 1985.); – Četiri gudačka kvarteta (1959. – 1964.); – Rondo (klavir, 1960.); – Per archi (ork., 1960.); – Ab aeterno (violončelo i klavir, 1960.); – Simfonije I.-VII. (1960. – 1994.); – Četiri klavirska koncerta (1966. – 1983.); – Dúdoló (zbor, 1967.); – Valamit elfelejteni (zbor, 1967.); – Feloldóttál a csendben (zbor, 1968.); – Klavirska svita (1969:); – Tri improvizacije (1969.); – Hideg napok (zbor, 1972.); – Madárka a házban (zbor, 1973.); – A magyar nemes (zbor, 1973.); – Nóták (za glas i ciganski orkestar, 1974.); – Gyermekdalok (ciklus solo pjesama, 1974.); – Sonata (violina, viola, 1975. – 1976.); – 24 Haiku (klavir, 1976.); – Courage for the past (Kvartet harmonika, 1976.); – Dvije sonate za violončelo (1975. i 1980.); – Három haiku (glas, 1978.); – Hommage za B. B. (klavir, 1978.); – Tri pjesme (1979.); – Koncert za tamburicu (1980.); – Lasciate mi cantare (klavir, harmonika, 1980.); –  A bolondok énekeiből (ciklus solo pjesama za glas i klavir, 1980.); – Amulettek (ciklus solo pjesama, 1980:); – Ista (zbor, 1980.); – Dalok (Jozsef Attila, 1980.); – A večer je već tu (glas, 1980.); – Ballada (gitara, 1980.); – Dal (glas, 1980.); – Fragmenti (pjesme, 1980.); – Četiri pjesme (D. Maksimović, 1980.); – Belutak (V. Popa, 1980.) zbor; –Tajna belutka (zbor, 1980.); – Ócska sirversek (pjesme, 1981.); – Ab aeterno (harmonika, 1983.); – Concertino za klavir i timpane (1985.); – Koncert za flautu (1985.); – Concertino za klavir i timpane (1985.); – Két dal (1986.); –  Nyilnak a terek (ciklus solo pjesama, 1986.); – Három haiku (za komorni sastav, 1987.); – Lament-Plamen (flauta, 1992.); – 24 Preludium für Klavier (2007.); – Le Tombeau de … (2007.); – Thema mit Veränderungen (2007.) ; – Piano und Forte für Pianoforte (2007.); – Missa brevis (2007.); – Fragmente (2007.); – Suite (2008.); – Images (2008.); – Sonate für Klavier I. i II. (2008.); – Panoptikum (2008.); – Fiktion und Identität (2008.); – Staccato und legato (2011); – Tri pjesme ( T. Žigmanov, 2012); – Varka (2013); – Gudački kvartet N.5 (2013); – Magla (2013); – Trio „Courage for the past“ (2013); – Metamorfoze (2013); – Gudački kvartet N.6 (2013); – Tri Haiku (2013); – Solang (2013); – Gudački kvartet N.7 (2014); – Za violinu solo (2014); – Gudački kvartet N.8 (2019); – Gudački kvartet N.9 (2022) Enigma varijacije za gudačke instrumente (2022); – Gudački kvartet N.10 (2022) .

- Likovna djela: – Cose viste (ciklus od 24 crno-bijele i 6 grafike u boji, 1990.); – Ucelli (ciklus slika, 1990.); – Rätsel (ciklus, 1990.); – L'ultimo veliero (ciklus slika, 1990.), – Aus meiner Kindheit (1991.); – Peysages intimes (šest albuma, 1991.); – Álmok kusza kertjeiből (ciklus, 1991.); – Mozart hallgatása közben (album, 1991.); – 24 slike u boji kao jedinstveni ciklus (1991.); – Ex librisi (od 1989. do 2009. nekoliko tisuća); – Ex librisek (albumi, 19989.); – Asylum I i II (ciklusi, 1991.); – Prae (album, 1991.); – Félmult (ciklus, 1991.); – Hat apokrif (ciklus, 1991.); – Mulandóság (ciklus, 1991.); – Sárkány-időben (album, 1992.); – Exodus (album i ciklus, 1992.); – Eine kleine nachtmusik (ciklus, 1992.); – Asha (album i ciklus, 1992.); – Csodaszarvas (ciklus, 1992.); – L'amour des autres (ciklus, 1992.); – Sámánok (ciklus, 1991.); Vázlatok, Rajzok, Külön világ (album, 1989. do 2009.); – Landschaft (album, 1990.); – Haiku (album, 1989.); – Campagna (album, 1990.); – Ewiger aufbruch (ciklus, 1991.); – Wandlung (album, 1989.); Samani (50 grafika, 1994.); – Külön világ (ciklus, 1992.) – Portreti, Muzikanti(2002.); – Albumi: Bucke, Mikrokozmos, Fosili, Strašila, Nedostatak ostatka, Metamorfoze, Dijalog s materijom, Profane ikone, Avaške godine, Anđeli dolaze, Enharmonija, Preobražena noć, Bez svlaka mraka, Propuštene mogućnosti, Funktion und identität i dr. (1993. do 2009.), – Cilkusi: Enharmonija (20o6); – Povratak (20o7); – 24 Preludium (20o7); – Die Engel kommen (20o9); – Und wie wird das Ende? (201o); – Dani mržnje (201o); – Iščezavanje u postojanju (2011); – Distanz zur Wirklichkeit (2012); – Urerinnerung (2012); – Wohin? (2013); – Prae (2013); – Gubitak identiteta (2014); – Haiku 2014 (2014); – Haiku 2015 (2015); – Bilder, 2018; – Verwandlung (ciklus), 2018; – Wer denkt, abstrakt? (ciklus), 2018; – EX POSTFACTO (ciklus), 2018; – Veränderungen (cilkus) 2019; – Variationen (ciklus), 2019; – Hírvivők (ciklus) 2019; – Kortársaim (ciklus) 2019; – Vorboten (2019); – Mikrokosmos (2020); – Miniaturen (2020); – Égető gondolatok (2020).

## Nagrade
- Nagrada za životno djelo 2020. godine na 19. Danima hrvatske riječi - Danima Balinta Vujkova 9. listopada 2020. godine.[2]